# Cortinarius ignellus
Cortinarius ignellus är en svampart som beskrevs av Soop 2003. Cortinarius ignellus ingår i släktet Cortinarius och familjen spindlingar.   Inga underarter finns listade i Catalogue of Life.